# Santa Eulàlia d'Encamp
Santa Eulàlia d'Encamp és l'església parroquial d'Encamp, a Andorra. D'origen romànic, ha estat ampliada i modificada en època barroca (segles XVI-XVII) i en època contemporània (1925 i 1989).
Va adquirir la categoria de parròquia ben aviat. S'esmenta en l'acta de consagració de la catedral d'Urgell.

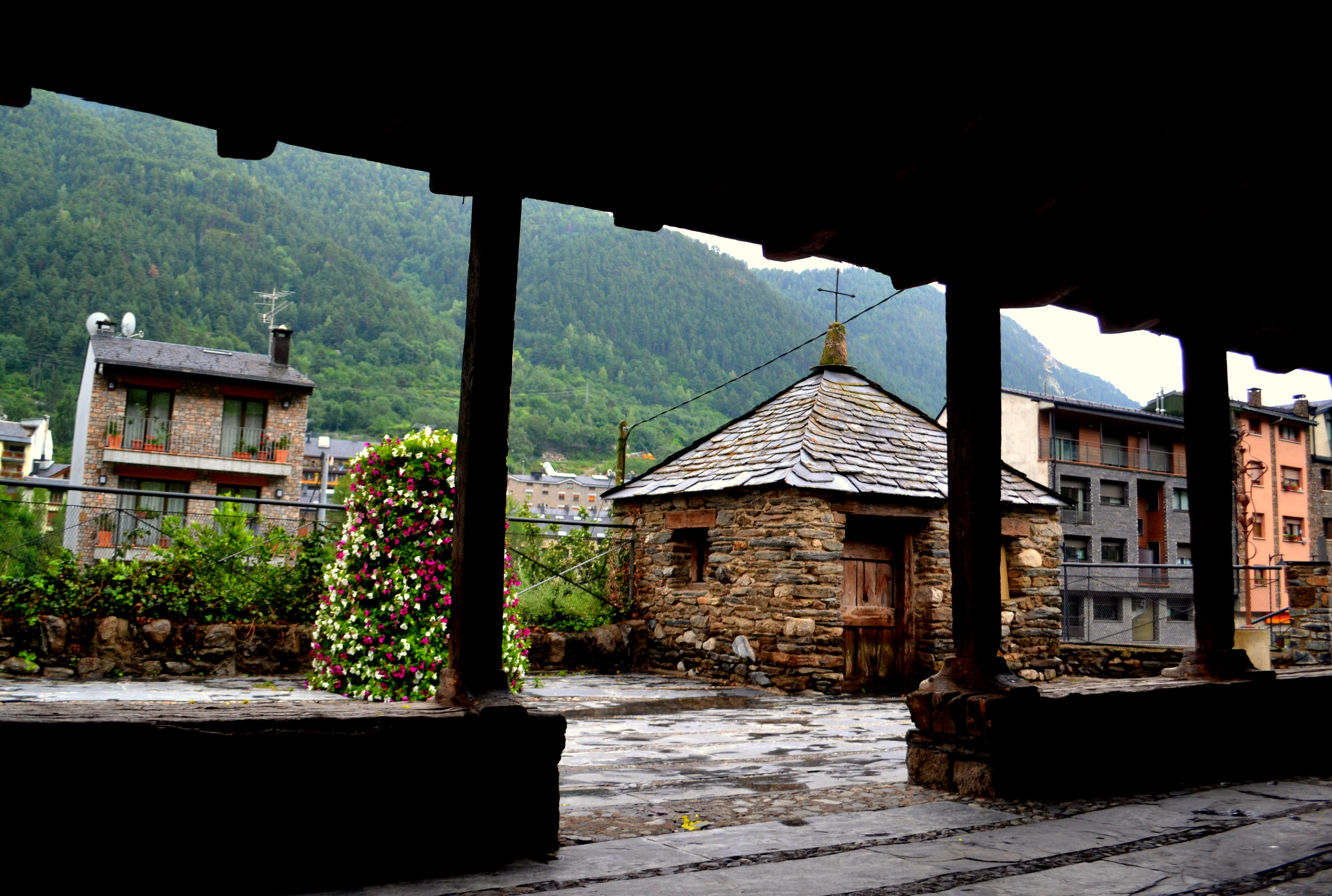
Comunidor de Santa Eulàlia

La nau de planta rectangular va ser ampliada al segle xvii. L'absis romànic va ser enderrocat l'any 1925. A l'extrem sud-oest hi ha un comunidor exempt de planta rectangular i finestres als quatre vents. Estava destinat a exorcitzar les tempestes. La porta d'entrada original és gran i acabada en un arc de mig punt.
Destaca el campanar romànic més alt d'Andorra, amb 23 m. Presenta una inclinació amb un desplom de 50 cm cap al sud. La planta és quadrada de tres pisos amb finestres geminades rematades amb arcs cecs de tipus llombard.
Unes llànties de vidre procedents d'aquesta església s'exposen a l'Espai Columba.